# Canthidium moroni
Canthidium moroni là một loài bọ cánh cứng trong họ Bọ hung (Scarabaeidae).